# Mecanobiologia

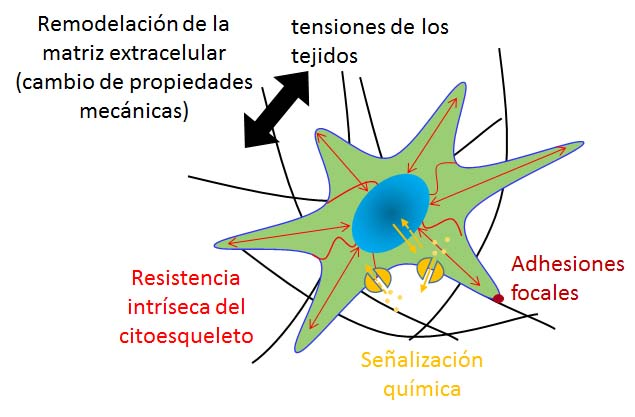
Esquema d'interaccions mecanoquímiques de la cèl·lula.

La mecanobiologia cel·lular (mecano que deriva de mecànica, bios que significa vida, i -logia, que significa estudi, ciència de la cèl·lula) és una ciència multidisciplinària que s'ocupa del comportament de les cèl·lules quan són sotmeses a càrregues mecàniques i les diverses respostes i mecanismes de transducció que duen a terme.
Les càrregues mecàniques modulen morfològica i estructuralment els teixits vius, induint en ells canvis en la seva composició, i en les seves funcions. Aquests canvis es deuen a alteracions en la matriu extracel·lular, causades per les cèl·lules, les quals són capaces de sentir forces mecàniques i convertir-les en respostes biològiques. La mecanobiologia es defineix com l'estudi dels mecanismes mitjançant els quals les cèl·lules són capaces de detectar i respondre a estímuls mecànics, la importància d'aquesta disciplina multidisciplinar radica que aquests estímuls tenen un paper molt important en la diferenciació i desenvolupament cel·lular a causa que la càrrega mecànica que experimenten les cèl·lules afecta a la proliferació cel·lular i als gens de la matriu extracel·lular, podent provocar d'aquesta manera alteracions fisiològiques i patològiques.
Aquesta ciència es va originar a partir de la comprensió de l'efecte de les càrregues mecàniques en la remodelació òssia. És per això, que el principi de mecanobiologia i l'anàlisi de la seva importància quant a la diferenciació cel·lular durant la remodelació òssia serveix de precedent per generalitzar aquesta ciència. Per tant, els seus primers passos es van basar en la Llei de Wolff (1892) que com a principi diu que l'os tendeix a optimitzar la seva estructura amb una grandària mínima per a una màxima resistència.
La mecanobiologia és abordada tant des d'un punt de vista experimental com a teòric. L'aproximació experimental comporta l'aplicació de càrregues i estímuls mecànics als teixits i cèl·lules, i l'observació directa dels efectes; mentre que la trucada mecanobiologia Computacional intenta determinar les regles quantitatives que governen els efectes mecànics de la diferenciació, creixement i adaptació cel·lular, depenent de la geometria i de les propietats dels materials.
La finalitat de la mecanobiologia cel·lular és definir els estímuls mecànics que produeixen una reacció o una altra sobre les cèl·lules, és a dir, determinar quin és l'estímul encarregat de desencadenar cadascuna de les possibles respostes biològiques cel·lulars específiques. Aquestes respostes biològiques són processos com la diferenciació cel·lular, el creixement cel·lular, la remodelació tissular o el seu manteniment.
L'estudi de les propietats mecàniques de les cèl·lules es pot realitzar per mitjà de micro manipulació. Les tècniques de micro-manipulació inclouen microscopia de força atòmica, tècniques òptiques, com l'ús de pinces òptiques, aspiració amb micropipeta, tècniques acústiques, de flux, micropilars i microscopia de força per tracció, tècniques magnètiques i mètodes de simulació computacional.

## Microscòpia de força atòmica (AFM)
La microscòpia de força atòmica, també coneguda en anglès com a "Atomic Force Microscopy" (AFM), és una tècnica òptica capaç de caracteritzar superfícies nanomètriques, amb magnituds inferiors al límit òptic de difracció. A més, proporciona una resolució més gran que altres tècniques com les pinces òptiques, tècniques magnètiques o la micropipeta.
El 1986, Binnig et al. introduïren un nou tipus de microscopi que era capaç d'estudiar les superfícies dels materials aïllants a escala atòmica.

## Modes d'ús
La tècnica es basa en la mesura de la interacció atòmica, entre la punta i la superfície de la mostra. El valor de la força d'interacció és de μN a nN, i depèn de la distància de la punta (normalment de silici o nitrur de silici) i la superfície.
A mesura que el piezoelèctric escaneja els eixos horitzontals, la palanca (cantilever) que sosté la punta es flexiona cap amunt o cap avall en l'eix vertical. Seguint la llei de Hooke, aquesta deflexió es detecta mitjançant un làser, que incideix sobre un fotodetector, que s'encarrega de seguir l'evolució de la sonda del microscopi.
En aquesta tècnica es fan servir tres modes que són els següents:
- Mode de contacte. La punta està en contacte amb la mostra en tot moment. La força que s'exerceix amb l'agulla és constant i es poden detectar moviments verticals de la punta del cantilever inferiors a l'àngstrom. Es poden mesurar molts tipus de mostres, a més d'obtenir la informació sobre la seva elasticitat. En canvi, en estar la punta sempre en contacte amb la superfície és més fàcil que aquesta es desgasti o es deteriori. Hi ha diverses propietats mecàniques en la nanoescala que es poden determinar gràcies a aquest mode de contacte, com ara el mòdul elàstic, la força, l'adhesió o la fricció.[8]
- Mode de no-contacte. Consisteix a fer vibrar el cantilever a prop de la zona de la superfície a una distància d'entre 10 a 100 Å (àngstrom). S'utilitza per a mostres en què no es vol danyar la superfície. Com a principals avantatges hi ha la possibilitat de mesurar diferents gradients de forces en la mostra i la no contaminació ni deteriorament d'aquestes. Com a desavantatges, s'aconsegueix una resolució menor.
- Mode de contacte intermitent ("tapping mode"). S'utilitza amb la intenció de solucionar el problema de desgast de la superfície de la mostra per la punta. El contacte de la punta amb la superfície és intermitent al llarg del escombrat. El senyal s'obté mesurant l'amplitud que genera l'amortiment de la punta sobre la superfície.

### Aplicacions biomèdiques
Aquesta tècnica ha estat utilitzada no només per a la caracterització de la topografia de diversos materials, sinó també per a l'estudi de la mecànica de diferents sistemes biològics. Un dels estudis s'ha realitzat amb limfòcits. Hu et al. (2009), van presentar un estudi de l'arquitectura de la membrana cel·lular dels limfòcits i la seva resposta mecànica en tres estadis del cicle de la vida de la cèl·lula: repòs, activació o després d'experimentar mort cel·lular programada (apoptosi).
Un altre estudi ha estat realitzat per Daniel Navajas et al (2016) 10 per a mesurar la mecànica de la ECM (matriu extracel·lular) en una escala en la qual les cèl·lules investiguen les característiques mecàniques del seu microambient.